# Groupe interacadémique pour le développement

Mobiliser les savoirs au service d'un véritable codéveloppement euro-africain

Le Groupe interacadémique pour le développement (GID) est un réseau d'académies d'Europe et d'Afrique dont la mission est de mobiliser les savoirs au service du développement. Son siège se situe à Paris, à l'Institut de France.
La participation de ces académies, par la diversité de leurs pays d'origine et de leurs domaines de compétence, témoigne de leur engagement dans un véritable codéveloppement euro-africain, sans lequel toute référence au "développement durable" serait illusoire.

## Les missions

### Mobiliser les savoirs au service d'un véritable codéveloppement euro-africain
Le GID s'est fixé comme objectif de traiter des problèmes de développement par l'éducation, la formation et l'information.

### Les programmes
Parmi ses programmes, l'un concerne l'éducation à la santé maternelle, néonatale et infantile,. Un autre programme (GID-Agri) vise à proposer aux jeunes ruraux africains des exemples de réussites sur le terrain de systèmes agricoles, cautionnés par les académies, pour les inciter à s'engager dans les métiers liés à l'agriculture sur des bases solides. Un troisième programme (GID-Patrimoine) est consacré aux sciences et aux technologies pour la préservation et la valorisation économique, sociale et culturelle du patrimoine en Méditerranée.

#### GID-Agri
Le programme GID-Agri cherche à répondre à la double problématique de la sécurité alimentaire et celle de l'emploi chez les jeunes en Afrique subsaharienne. L'idée de ce programme résulte des conclusions du forum tenu à Dakar en février 2016 autour de l'emploi des jeunes : « la nécessaire co-construction des enseignements-formations et des entreprises », où le rôle de l'agriculture dans la création d'emplois et d'opportunités était indéniable. Le programme fut officiellement inauguré lors du Salon International de l'Agriculture (SIA) à Paris par le ministre de l'agriculture, Stéphane Le Foll, en mars 2017, en présence des ministères chargés de l'agriculture et de l'élevage ivoiriens et sénégalais. Lors du SIA 2017, le GID a été invité à présenter son programme GID-Agri en Côte d'Ivoire à l'occasion du Salon de l'Agriculture et des Ressources Animales (SARA) d'Abidjan en novembre 2017.
L'objectif du GID-Agri est de présenter les métiers du secteur agricole de sorte à inciter les jeunes à s'installer dans ces métiers. La création d'un réseau de professionnels, d'académiciens et de particuliers cherchant à s'informer ou même à entreprendre dans ce secteur, est en cours afin de rendre accessible aux jeunes les outils de leur réussite.

### Les forums et les publications
Des forums euro-méditerranéen (Parmenides) et euro-subsaharien (FastDev) organisés par le GID réunissent chaque année des scientifiques, des technologues et les acteurs du développement dans un domaine considéré — décideurs, économistes, spécialistes en sciences humaines, partenaires du GID — ainsi que des représentants de la société. Ces forums donnent lieu à des publications régulières.
Le GID participe périodiquement dans la publications d'autres documents en lien avec ses Académies membres, comme, plus récemment, la Revue de l'Académie d'Agriculture de France n°15 avec un dossier dédié aux agricultures africaines.

#### Thèmes des forums
- Espace euro-méditerranéen :

1. Gestion des ressources en eau en Méditerranée (Paris, 2008)
2. Science and health in the Mediterranean countries: genes, pathogens and the environment (Rome, 2009)
3. Richesse et diversité méditerranéennes, biologie et culture (Alexandrie, 2010)
4. Eau et assainissement : enjeux et risques sanitaires en Méditerranée (Rabat, 2011)
5. Vers une vision intégrée du développement scientifique en Méditerranée (Paris, 2012)
6. ODMED, Observatoire pour le Développement de la Méditerranée, un outil d'aide à la décision (Malte, 2013)
7. Technologies et patrimoines : valorisation des patrimoines pour le développement (Dubrovnik, 2015)
8. Quels savoirs pour concilier l'évolution des infrastructures portuaires avec le développement durable en Méditerranée ? (Gênes, 2017)

- Espace euro-subasaharien :

1. L'emploi des jeunes : la nécessaire co-construction des enseignements-formations et des entreprises (Dakar, 2016)
2. Amélioration de l'emploi des jeunes en agriculture en Afrique subsaharienne: témoignages de réussites (Abidjan, 2017)[8]

## Académies fondatrices et partenaires
Le GID est créé en 2007 par dix académies de l’Europe du sud et d’Afrique (six de France, une d’Italie, du Sénégal, d’Egypte et du Maroc) pour être un centre de réflexions et de propositions en vue d'un co-développement entre l’Europe et l’Afrique.
- France : Académie des sciences, Académie des sciences morales et politiques, Académie des inscriptions et belles-lettres, Académie nationale de médecine, Académie d'agriculture de France, Académie des technologies, Académie des sciences d'outre-mer
- Italie : Accademia nazionale dei Lincei
- Égypte :  Bibliothèque alexandrine
- Maroc : Académie Hassan II des sciences et techniques
- Sénégal : Académie Nationale des Sciences et Techniques (ANSTS)

Le GID est adossé à un réseau méditerranéen d'académies (Euro-Mediterranean Academic Network) et en Afrique subsaharienne à l'Académie des sciences, des arts et des lettres du Bénin, l'Académie des sciences, des arts et des lettres du Togo, l'Académie nationale des sciences du Burkina Faso, l'Académie des sciences, des arts, des cultures d'Afrique et des diasporas africaines de Côte d'Ivoire, l'Académie nationale des sciences du développement de la République du Congo, l'Académie des sciences et technologie de Maurice et l'Académie des sciences du Cameroun, en étroite collaboration avec le réseau d'académies africaines Network of African Science Academies.